# Brevet de technicien supérieur - Design d'espace
En France, le brevet de technicien supérieur en design d'espace est un diplôme se préparant en deux ans. Il destine aux métiers de l'architecture d'intérieur, de la scénographie, de la muséographie, de la décoration d'intérieur.
Dans le secteur des arts appliqués, un diplôme supérieur d'arts appliqués (DSAA), une licence 3 ou une école d'art peuvent être envisagés dans la poursuite d'études après l'obtention du BTS.
Le BTS design d'espace est accessible accessible soit directement après un baccalauréat sciences et technologies du design et des arts appliqués (STD2A), soit après une mise à niveau en arts appliqués (MANAA) d'un an pour les autres bacheliers.
Depuis 2019, la MANAA, et les BTS en design sont remplacés progressivement par le diplôme national des métiers d’arts et du design (DNMADE) d'une durée de 3 ans et conférant le grade de licence (180 crédits ECTS). En 2020, il n'est plus possible de postuler en BTS design de produits. La dernière session d'examen du BTS design de produits a lieu en 2021,,,.

## Établissements préparant au BTS DE

### Public
- Olivier de Serres (BTS DE, MANAA) à Paris
- École Boulle (BTS DE, MANAA) à Paris
- Lycée Duperré (BTS DE, MANAA) à Paris
- Lycée La Martiniére Diderot (BTS DE, MANAA) à Lyon
- Lycée Charles-Péguy (BTS DE, MANAA) à Orléans
- École supérieure des arts appliqués et du textile (BTS DE, MANAA), à Roubaix
- Lycée Denis-Diderot (BTS DE, MANAA) à Marseille
- Lycée Le Corbusier (BTS DE, CV M/GEP, DP, DSAA à llkirch-Graffenstaden
- La Grande Tourrache (BTS DE, MANAA) à Toulon
- Le lycée Adolphe-Chérioux (BTS DE, MANAA) à Vitry-sur-Seine
- Lycée René-Descartes (BTS DE) à Cournon d'Auvergne (63800)
- École Supérieure des Métiers Artistiques (BTS DE, MANAA), à Montpellier, Toulouse et Nantes
- Lycée Eugène-Livet (BTS DE, DSAA) à Nantes
- ÉSAAB (BTS DE + DSAA DE, CPGE, MANAA) à Nevers
- Pôle Supérieur de Design de Nouvelle-Aquitaine Raymond Loewy (BTS DE + DSAA DE, DNAMDE) à La Souterraine

### En initial
- Écoles de Condé à Paris, Lyon, Nice, Bordeaux et Nancy
- Creasud à Bordeaux
- Orbicom à Nice
- Le Mirail Immaconcept à Bordeaux
- Pro'artigraph à Nice
- École Presqu'île arts appliqués à Lyon
- AFIP formation  à lyon
- ITECOM ART DESIGN - École Des Arts Appliqués & du Design à Paris, Nice